# المعهد الوطني للتدريب الصناعي
المعهد الوطني للتدريب الصناعي (بالإنجليزية: The National Industrial Training Institute (NITI))‏ هو مشروع وطني غير ربحي مشترك بين أرامكو السعودية والمؤسسة العامة للتدريب التقني والمهني والمهني وسيتم دعمه ماليًا من قبل الجهات المشاركة الأساسية التي سيكون لها الحق في الحصول على عضوية مجلس أمناء المعهد. ويُعد المعهد منظمة غير ربحية تتماشى مع قيم أرامكو السعودية الهادفة إلى التميز والسلامة والمواطنة. حيث تولت المؤسسة العامة للتدريب التقني والمهني بإنشاء المعهد على قطعة أرض مساحتها نحو 365000 م2 ممنوحة من أرامكو السعودية في الأحساء، في حين سيتم الانتهاء من أعمال الإنشاء بنهاية عام 2015. بحيث يضم أماكن إقامة تسع لعدد 1000 متدرب و 192 موظف. ويحتوي على 191 فصل ومختبر و عدد 59 ورشة عمل وإستاد رياضي ونادي رياضي وقاعة طعام ومساحة لتعليم القيادة وجامع كبير ومكتبة. المعهد سيستخدم التكنولوجيا في حلول التدريب والأجهزة الذكية ومحتويات التدريب التفاعلي وسيوفر أجهزة محاكاة متطورة في وحدات التدريب العملي كـ ( Level Control ) (Flow Control ) ( Pressure Control ( Temperature Control )( 4 Process Variables Training Simulator . يهدف المعهد إلى تدريب الشباب السعودي وتأهيلهم؛ لإعداد قوى عاملة وطنية مؤهلة لسد احتياجات صناعات النفط والغاز والكيميائيات الحالية والمستقبلية في المملكة؛ مما سيساهم في التنمية الاجتماعية، وتقليص مستوى البطالة، ودعم جهود توطين الوظائف .

## الموقع الجغرافي
يقع المعهد الوطني للتدريب الصناعي في محافظة الأحساء بالمنطقة الشرقية حيث يعتبر أحد أكبر المعاهد الصناعية في العالم ويعتبر الأكبر على مستوى المملكة العربية السعودية.

## رؤية المعهد
أن يكون يكون معهداً سعودياً عالمي المستوى للتدريب الصناعي.

## رسالة المعهد
تقديم أفضل مستويات التدريب التقني لإعداد الأيدي العاملة الماهرة: لتلبية احتياجات صناعات النفط والغاز والكيميائيات والصناعات ذات الصلة، وذلك من خلال برامج معتمدة عالمياً، إضافة إلى التدريب الميداني.

## قيم المعهد
التميز, والسلامة, والمواطنة, والعمل الجماعي, والعناية بالعملاء.

## دوافع تأسيس المعهد
- الاستفادة من خبرة أرامكو السعودية في التدريب ونشرها كنموذج للجودة والتميز.[4]
- تخريج قوى عاملة وطنية ماهرة للغاية ومسلحة بالوعي في السلامة وأخلاقيات العمل.
- مساعدة في الحد من البطالة.
- المساهمة في نمو المجتمع.
- تجسد المسؤولية الاجتماعية للشركات أصحاب المصلحة.

## برنامج التدرج
يتم اختيار الطلاب بدقة وبمعايير خاصة ويندرج المتدرب في برنامج تدريبي لمدة عامين حيث يمنح تدريب أكاديمي وتدريب مهني. أيضاً يوجد تدريب على رأس العمل وشهادة لمدة 6 أشهر إلى 12 شهراً.

## التخصصات الفنية لبرنامج التدرج
- مشغل كيميائيات
- مشغل رافعة
- مشغل نفط وغاز
- مشغل أنظمة كهربائية
- فني آلات دقيقة
- فني اتصالات
- فني صيانة كهرباء
- فني صيانة آلات
- فني تكييف
- فني لحام
- فني مختبرات كيميائية
- مصنع أنابيب

## برامج تدريب البتروكيماويات
- البرنامج الأساسي هو BOC.
- برامج متوسطة ومتقدمة على أساس احتياجات العميل.
- استخدام المحاكاة المتقدمة.
- دمج التكنولوجيا.

## أدوار الشركاء المؤسسين و الرعاة

### المؤسسة العامة للتدريب التقني والمهني
- تصميم وبناء المعهد.
- تقديم ترخيص نهائي للتشغيل.
- توفير الأثاث والمعدات الأساسية.
- نائب رئيس المجلس.

### أرامكو السعودية
- تبرعت بأرض مساحتها 365,000 م في الأحساء.
- توفير الدراسة والمشاورات.
- رئاسة مجلس الأمناء.
- إدارة المعهدة مباشرة للأربع سنوات الأولى.

### رعاية
- رعاية \ ابتعاث المتدربين.
- المساهمة في مكافأة المتدربين الشهرية.
- تقديم المنح الأولية والسنوية.
- التدريب على رأس العمل.

## ميزات المعهد
- اعتمادية عالمية.
- تدريب يحاكي احتياجات قطاع الصناعة.
- تدريب على رأس العمل.
- برامج مطورة خصيصاً للعملاء.
- حلول تدريب ذكية.
- قيم الأداء داخل وخارج العمل.
- معهد بمقاييس عالمية في الكفاءة والأمتياز.